# 真相号任务
真相号探测器（VERITAS—Venus Emissivity, Radio Science, InSAR, Topography, and Spectroscopy，金星辐射率、射电科学、干涉雷达、地形学和光谱学首字母缩写）是一项由美国国家航空航天局喷气推进实验室提出的高分辨率测绘金星表面的任务构想。通过结合地形、近红外光谱和雷达图像等数据以提供金星构造和撞击史、重力、地球化学、火山重塑地表时间和机制以及导致它们产生的地幔作用的知识。
真相号任务是2015年提交的众多有可能成为美國太空總署发现计划第13号任务的提案之一，美國太空總署喷气推进实验室将管理该项目，并由“苏萨尼·斯穆瑞卡”(Suzanne Smrekar)担任首席研究员。2015年9月30日，真相号成为最终五个入围的候选项目之一。2017年1月4日，两项研究小天体的提案“露西号”和“灵神星号”分别被选为第13号和第14号发现任务。
2019年，真相任务再次被提议参与探索计划，於2020年2月13日入选A阶段拨款项目。美國太空總署於2021年6月公佈此任務成為第15次探索计划任務。

## 真相号的科研设备
真相任务将绘制金星全球高分辨率地形图并拍摄金星地表图像，并通过安装在飞船上的金星辐射率测绘仪(VEM)、金星干涉合成孔径雷达(VISAR)和一项重力科研设备，制作首张变形图和全球表面组成、热辐射率和重力场地图。
- VEM (金星辐射率测绘仪)将使用六个光谱波段从透过云层的五个大气窗口中绘制金星表面辐射率[5]，该设备由德国航空航天中心(DLR)提供[8]，金星辐射率测绘仪还带有8个用于标定和探测近地表水蒸气的大气波段。
- VISAR (金星干涉合成孔径雷达)将生成全球地形数据集(水平250米，垂直5米)[9]以及目标分辨率为15米的30米分辨率合成孔径雷达成像图，它将制作第一幅行星活动表面变形图(垂直1.5厘米)。
- 重力实验 研究金星引力场的变化，航天器上的电信系统将用于绘制金星表面的重力强度图，清晰度优于过160公里[10][11]，该数据将提供对金星内核大小的第一次估测，以及有关金星表面地形特征的信息[12]。

## 真相号的目标
它还将尝试测定金星是否拥有古老的水环境，此外，目前的数据高度暗示存在最近和活跃的火山活动，这次任务可以确定当前火山活动是否仅局限于地幔柱头部，抑或还是更为广泛。
通过使用配置为单程干涉合成孔径雷达 (InSAR) 的X波段雷达可获取高分辨率图像，加上多光谱近红外(NIR)辐射率测绘能力，真相号将能以250米的空间分辨率和5米的垂直精度绘制出地表地形图，并生成30米空间分辨率的雷达图像。